# RMS Olympic
RMS Olympic (Royal  Mail Ship Olympic) je bil britanski potniški prekooceanski parnik in prva ter vodilna ladja razreda Olympic britanske družbe White Star Line. Od treh ladij v tem razredu je imel Olympic najdaljšo kariero, 24 let (1911 - 1935). To je vključevalo, kot vojaško ladjo med prvo svetovno vojno, ki ji je pridobila vzdevek »Old Reliable«. Med letom 1920 in 1935 je ladja ponovno opravljala civilno službo, od leta 1930 je zaradi velike gospodarske krize plula na izgubo. Ladja je bila zgrajena v ladjedelnici Harland and Wolff v Belfastu.
Med letom 1911 in 1913 je bila največja ladja na svetu, le za kratek čas jo je presegel Titanic, čez leto dni pa ga je presegel SS Imperator. Ko je bila leta 1934 splovljena RMS Queen Mary se je začela prekinjati Olympicova kariera tako, da so ladjo postopoma upokojili.
Olympic je bil umaknjen iz čezatlantske službe in je bil leta 1935 prodan za razrez; razrez je bil dokončan leta 1937. Dekorativni elementi z ladje so bili predhodno odstranjeni in prodani, zdaj z njimi krasijo stavbe in druge razkošne potniške ladje.
Za razliko od ladje Olympic, njeni mlajši sestrski ladji Titanic in Britannic nista imeli dolgo življenjsko dobo. Titanic je na svoji krstni plovbi v severnem Atlantiku leta 1912 zadel ledeno goro in potonil v dveh urah medtem, ko je Britannic na svoji šesti plovbi  v Egejskem morju leta 1916 zadel morsko mino in potonil v eni uri. Britannic ni nikoli opravljal čezatlantsko službo med Southamptonom in New Yorkom, saj je bil kmalu po splovitvi uporabljen za bolniško ladjo.

## Ozadje
Predsednik družbe White Star Line, J. Bruce Ismay in ameriški finančnik J. P. Morgan, ki je nadziral družbo White Star Line, sta si leta 1907 zamislila nov razred treh velikih ladij, s katerim je White Star Line nameravala prevzeti vodstvo v ladijskem prometu in premagati večino svojih tekmecev s katerimi se je močno soočala kot npr. nemška Hamburg America in Huddersfield Lyold ter Cunard Line, ki je pred kratkim zgradil RMS Lusitanio in RMS Mauretanio - dve najhitrejši ladji na svetu v tistem času - . Ismay se je potegoval predvsem za velikost ter razkošje, ne pa za hitrost, zato je leta 1907 svojemu podjetju predlagal zgraditi nov razred treh velikih ladij. Z prihodom novih treh ladij je White Star Line nadomestila tudi svoje prejšnje starejše ladje: SS Teutonic iz leta 1889 in RMS Majestic iz leta 1890.
29. julija 1908 so se na sestanku v Londonu dobili Bruce Ismay skupaj z njegovimi pomočniki in predsednik ladjedelnice Harland & Wolff, William Pirrie ter njegovi pomočniki ladjedelnice, kjer so uradnikom družbe White Star Line pokazali risbe in načrte treh ladij. Ismay je projekt odobril ter dva dni pozneje podpisal pogodbo skupaj z tremi pismi in odobril začetek gradnje. Gradnjo vseh treh ladij sta nadzirala pomorska arhitekta Thomas Andrews in Alexander Carlisle. Imena ladij so bila izbrana pozneje, ime prve ladje novega razreda pa je bilo "Olympic", po kateri se je nov razred tudi imenoval. Oče Bruce Ismaya, Thomas Henry Ismay je predtem že načrtoval ladjo z imenom Olympic, ki naj bi bila sestrska ladja ladje RMS Oceanic. Starejši Ismay je leta 1899 umrl in naročilo za ladjo je bilo preklicano. 

## Tehnični podatki
Po končanih delih je imel parnik prostornino 45.324 brutoregistrskih ton (BRT) in izpodriv je več, kot  52.000 ton. Dolžina ladje je znašala 269 m, širina 28 m in višina 53,3 m. Parnik je imel osem palub imenovanih paluba čolnov (najvišje ležeče), paluba A, paluba B,... in paluba G. Poganjala sta ga dva tristopenska štirivaljna parna stroja (levi in desni trikraki vijak) in nizkotlačna parna turbina,ki je lahko obratovala le v smeri vožnje naprej (srednji štirikraki vijak). Skupna moč glavnih strojev je znašala 46.000 konjskih moči. (HP). Oba parna stroja sta prispevala 30.000 konjskih moči, parna turbina pa 16.000 konjskih moči. Paro za pogon glavnih in pomožnih strojev  ter ostalih porabnikov  je proizvajalo 29 kotlov. Med križarjenjem je ladja dosegla hitrost  20 vozlov njena maksimalna hitrost pa je znašala 24 vozlov. Na parnik se je lahko vkrcalo 2.432 potnikov in 882 članov posadke, v primeru nesreče je bilo na voljo 40 reševalnih čolnov za 3.400 ljudi. Parnik je imel tri dimnike, četriti zadnji je služil le za ogrevanje (izračnik).

## Gradnja ladje
Gradnja ladje se je začela 16. decembra 1908 v ladjedelnici Harland & Wolff v Belfastu. Za gradnjo tako velike ladje, in predvsem zaradi tega ker je gradnja ladje potekala skoraj isto časno z gradnjo njene sestrske ladje Titanic, je bilo treba povečati ladjedelnico na suhem ter namestiti novo ladjedelniška orodja in ostalo opremo. Ker je bil Olympic prva ladja novega razreda, so njegov trup med gradnjo pobarvali v belo barvo, predvsem zaradi fotografskih namenov, saj so bile prve ladje novega razreda na slikah bolj prepoznavne v beli barvi. 
Olympic je bil splovljen 20. oktobra 1910 ob 11:00. Splovitev si je ogledala velika množica ljudi, med njimi so bili tudi pomembni gosti iz Anglije, ki so prišli na povabilo družbe White Star Line. Britanski javni tisk jo je ob splovitvi označil za kraljico morja. Ladjo med splovitvijo v skladu z tradicijo družbe White Star Line niso krstili. Po splovitvi so ladjo privlekli do privezov, kjer so do decembra 1910 na ladjo namestili preostalo nadgradnjo, jamborje in dimnike. V naslednjem letu so v ladjo vgradili vso potrebno strojno in električno opremo ter opremo primerno za bivanje posadke in potnikov. Aprila 1911 je ladja vstopila še v suhi dok kjer so na ladjo namestili propelerje in pobarvali ladijski trup. Trup, ki je bil ob splovitvi pobarvan v beli barvi, so v suhem doku prebarvali v črno barvo.
Po končanem opremljanju 29. maja 1911 je Olympic odplul na svoja testiranja na morju in opravil tudi dvanajsturno plovbo po irskem morju. Preiskus hitrosti ni bil zabeležen. Po končanih testiranjih je bila ladja 31. maja 1911 krščena, po splovitvi Titanica pa je Olympic odplul v Liverpool, kjer je bila ladja na voljo za ogled. Družba White Star Line je določila datum prvega potovanja, 2. junija pa je Olympic odplul v Southampton, kamor je prispel 3. junija. Njegov prihod v Southampton je navdušil posadko in časopise. V Southamptonu je ladjo pričakal vlačilec in jo odvlekel na pomol št. 44, kjer je ladja počakala na vkrcanja zalog, posadke in potnikov.

## Lastnosti
Olympic je bil načrtovan, kot luskuzna ladja: njegovi potniški prostori, oprema, palubni načrti in tehnični prostori so bili v veliki meri enaki tistim njene bolj znane sestrske ladje Titanic, čeprav z nekaj majhnimi spremembami. Potniki prvega razreda so uživali v razkošnih kabinah, nekatere kabine pa so imele opremljene lastne kopalnice. Potniki prvega razreda so lahko jedli v ladijskem velikem in razkošnem jedilnem salonu ali v bolj znameniti restavraciji A La Carte. Tam je bilo razkošno Veliko stopnišče, zgrajeno samo za ladje razreda Olympic skupaj s tremi dvigali, ki so segali po stopnišču navzdol do palube E, kadilnica, kavarna Veranda, okrašena s palmami, bazen, turška kopel, telovadnica, in več drugih krajev za obroke in zabavo.
V vse tri potniške razrede so spadale kadilnica, knjižnica, prostorna jedilnica in dvigalo. 
Nazadnje so potniki tretjega razreda uživali z udobno nastanitev v primerjavi z drugimi ladjami, če ne celo od drugega in prvega razreda. Namesto velikih spalnic, ki jih je ponujala večina takratnih ladij, so Olympicovi potniki tretjega razreda potovali v kabinah z dvema do desetimi pogradi. Prostori za tretji razred so vključevali kadilnico, skupni prostor in jedilnico.
Olympic je imel čistejši in bolj eleganten videz kot druge ladje današnjega dne: Harland & Wolff je namesto, da bi ji prilegel zajetne zunanje prezračevalne odprtine, uporabil manjše prezračevalne odprtine z električnimi ventilatorji, pri čemer je bil dodatni četrti dimnik uporabljen za dodatno prezračevanje. Harland & Wolff sta za elektrarno uporabljala kombinacijo pogonskih motorjev s sredinsko turbino z nizkim tlakom, v nasprotju s parnimi turbinami, ki sta jih uporabljala Cunardova RMS Lusitania in RMS Mauretania. Družba White Star Line je uspešno preizkusila ta motor, nastavljen na prejšnji linijski ladji, SS Laurentic, kjer je bilo ugotovljeno, da je varčnejši od ekspanzijskih motorjev ali turbin. Olympic je v svoji delovni plovbi v 24 urah porabil 650 ton premoga s povprečno hitrostjo 21,7 vozlov v primerjavi z Lusitanio in Mauretanio, ki sta v 24 urah porabila 1000 ton premoga.

## Kariera
Olympic je na svojo krstno plovbo odplul 14. junija 1911 iz Southamptona v New York. 14. junija je ladja ob 12:00 izplula Southamptona ter se pozneje ustavila še v Cherbourgu v Franciji in v Queenstownu (danes Cork) na Irskem in se nato odpravila na svojo prvo plovbo čez Atlantik. Ladji je poveljeval izkušen kapitan Edward J. Smith, ki je aprila naslednje leto umrl v nesreči Titanica. Na ladji sta potovala tudi predsednik družbe White Star Line J. Bruce Ismay in inženir Thomas Andrews, ki je na ladji opazoval kakršne koli težave in področja za izboljšave. Andrews je tudi umrl v nesreči Titanica.
Po potovanju, ki je trajalo 7 dni, je ladja v New York priplula 21. junija 1911 ob 10:00. Ko je priplula do pomola, se je zgodil manjši incident. Ko je Olympic zavil ostro v desno, je njegova krma skoraj stisnila enega od vlačilcev ob pomol, ki je plul za ladjo. Kot največja ladja na svetu in prva ladja iz novega razreda, je Olympicovo prvo potovanje pritegnilo veliko pozornosti svetovne javnosti in tiska. Po prihodu v New York so ladjo odprli v javnost in jo je obiskalo več, kot 8.000 obiskovalcev. Več kot 100.000 ljudi si je 24. junija popoldne ogledalo njeno izplutje iz newyorškega pristanišče na njeno prvo povratno plovbo čez Atlantik.
Ko je Olympic avgusta 1911 odplul na svojo tretjo plovbo čez Atlantik v ZDA, je na ladji potoval ladijski arhitekt družbe Cunard Line Leonard Peskett, ki je na ladji iskal ideje za gradnjo njihove nove ladje, RMS Aquitania.

### Trk z HMS Hawke
Ladjo Olympic je prva nesreča doletela 20. septembra 1911, ko je ob obali otoka Wight trčila v britansko vojaško ladjo HMS Hawke. 20. septembra je ladja odplula na svojo peto plovbo čez Atlantik, vendar se ob odhodu določeni mornarji niso hoteli vkrcati na ladjo, ker sta bila na krovu dva člana posadke, ki nista bila sindikata. Potem, ko so se končno vsi vkrcali na ladjo, je Olympic ob 11:25 izplul iz Southamptona ter se odpravil proti Cherbourgu. Ko je ladja priplula v ožino Solent, je ob obali otoka Wight srečala vojaško ladjo HMS Hawke, ki je plula vzporedno proti Olympicu. Kapitan Smith, ki je takrat še vedno poveljeval Olympicu in je bil na ladijskem mostu, je ukazal zaviti ostro v levo, da bi se s tem izognili ladji Hawke. Ko je Olympic začel zavijati v levo, je oster zavoj presenetil kapitana ladje Hawke in začel zavijati v levo. Ker so bili valovi, ki so jih povzročili Olympicovi propelerji, premočni, se Hawke ni mogla izogniti in so jo valovi potegnili proti ladji zaradi česar je ob 12:44 z premcem močno zarila v Olympicovo krmo in pri tem pretrgal napeljave desnega propelerja. Ob trku se je Olympic rahlo zatresel, zaradi česar je poškodovan premec ladje Hawke, ki je zaril v njegov trup, uspel povleči ven iz trupa. Na trupu je nastala velika luknja nad in pod vodno črto, v ladjo Olympic pa je vdrla voda, ki je poplavila dva predelka in še malo tretjega. Čeprav je v ladjo vdrlo veliko vode, je kljub močno poškodovanemu desnemu propelerju uspela doseči pristanišče v Southamptonu. Trup ladje Hawke pa je bil močno poškodovan in vse je kazalo, da bo potonila, vendar do potopa ni prišlo, potopila se je oktobra 1914, ko jo je torpedirala nemška podmornica U-9.
Med poznejšo preiskavo je kraljeva mornarica ugotovila, da je bil za trčenje kriv Olympic ker je prepozno zavil saj je bil blizu nasprotne ladje in so valovi, ki so jih povzročili njegovi propelerji, potegnili ladjo Hawke, ki je nato trčila v njegov trup. V preiskavi je bilo tudi ugotovljeno, da ko sta ladji pluli nasproti vzporedno, Olympic ne bi smel zaviti levo, ampak bi mogel pluti naravnost dokler ladja Hawke ne bi odplula naprej in tako do trka ne bi prišlo.
Zaradi velike škode je bil Olympic dva tedna privezan v Southamptonu, kjer so z ladje izčrpali vodo, ki je vdrla ter pokrili luknjo na trupu z lesom, da med plovbo ladja ne bi ponovno vdirala. 5. oktobra je Olympic po treh dneh počasne plovbe priplul v Belfastu na dokončna popravila. V Belfastu je bila ladja na popravilu skoraj dva meseca, pri tem pa je bilo opremljanje na Titanicu začasno ustavljeno. 20. novembra 1911 se je Olympic vrnil v čezatlantsko službo. Potem, ko je 4. januarja 1912 naletel na močno nevihto, ki jo je preživel, je kmalu utrpel še eno težavo, ko si je 24. februarja 1912 med plovbo proti Anglijo znova poškodoval propeler, ko je zadel plavajoči splav, pri čemer se je odlomila lopatica na levem propelerju, in znova je odplul v Belfast na popravilo. Da bi jo čim prej vrnili nazaj v službo, je morala Harland & Wolff znova začasno ustaviti opremljanje na Titanicu, zaradi česar je morala družba White Star Line krstno plovbo Titanica premestiti iz 20. marca na 10. april 1912.. 6. marca se je Olympic ponovno vrnil v čezatlantsko službo.

### Nesreča Titanica
13. aprila 1912 je Olympic izplul iz New Yorka. Njegov cilj je bil Plymouth. Zdaj je ladji poveljeval kapitan Hebret J. Haddock. 15. aprila 1912 je radijski operater ob 00:11 prejel klic v sili s Titanica, ki je bil od ladje Olympic oddaljen 580 milj (930 km) zahodno od Titanicove lokacije. Po radiju s Titanica so povedali, da so se zaleteli v ledeno goro in da nemudoma potrebujejo takojšnjo pomoč. Kapitan Haddock je takoj naročil, da naj se ladja obrne proti potapljajoči se ladji s polno hitrostjo. Ladja je plula proti kraju nesreče s polno hitrostjo, 24 vozlov, pri tem pa je tudi pazila na plavajoči led. Ko je bil Olympic od kraja nesreče oddaljen še 100 milj (190 km) je ura odbila 4:00 in na kraj nesreče je prispela RMS Carpathia ter rešila preživele potnike. Titanic je potonil že ob 2:20.
Ko je Olympic ob 6:00 priplul na kraj nesreče, je ponudil pomoč, da bi prevzel preživele potnike, vendar je kapitan Carpathie Arthur Rostron zavrnil pomoč na ukaz Bruce Ismaya, ki je bil zaskrbljen, da če bi se preživeli vkrcali na sestrsko ladjo, ki je podobna Titanicu, povzročila stisko. Olympic je nato nadaljeval pot v Southampton kamor je priplul 21. aprila. V naslednjih nekaj tednih je Olympic pomagal pri ameriški in britanski preiskavi o potopu Titanica. Udeležniki obeh preiskav, so pregledali reševalne čolne, neprepustna vrata in pregrade ter drugo opremo, ki je bila enaka tisti na Titanicu. Maja 1912 je za britansko preiskavo Olympic opravil preizkušnjo plovbo, da bi ugotovili koliko časa potrebuje ladja za obrniti smer pri določeni hitrosti in približno koliko časa bi potreboval Titanic za obrniti smer, ko so pred ladjo opazili ledeno goro.

### Zaplet iz leta 1912
Olympic, tako kot Titanic, ni imel dovolj reševalnih čolnov za vse ljudi na krovu in so zato po vrnitvi v Veliko Britanijo na ladjo namestili dodatne reševalne čolne. 40 reševalnih čolnov je bilo z drugih vojaških ladij premeščenih na Olympic. Konec aprila 1912, ko naj bi ladja odplula iz Southamptona v New York, je 284 ladijskih gasilcev stavkalo v strahu, da novi reševalni čolni ne bi bili povsem varni. Družba White Star Line je v Liverpoolu najela dodatnih 100 ljudi za nadomestilo, vendar so člani posadke družbi White Star Line poslali sporočilo, da naj zložljive čolne zamenjajo z lesenimi. Družba je povedala, da to ni mogoče in da je inšpektor odbora za ladijsko trgovino zahteval zložljive čolne. Moški s tem niso bili zadovoljni in so zato v znak protesta prenehali z delom.
25. aprila so bili pripadniki stavke priča preiskzšanju štirih zložljivi čolnov. Preizkusi so dokazali, da so čolni varni in družba je pozvala posadko, naj se vrnejo na delo. Toda stavkajoča posadka je nasprotovala, da so čolni varni in so zahtevali odpoved vendar je družba White Star Line to zavrnila. 54 mornarjev je nato zapustilo ladjo Olympic ker so povedali, da je ladja nevarna in niso več hoteli pluti z njo. To je privedlo do prikinitve načrtovanega potovanja. Vseh 54 mornarjev je bilo kmalu aretiranih in obtoženih pretiravanja o nevarnosti, ko so odšli na obalo. 4. maja 1912 so sodniki v Portsmouthu ugotovili, da so obtožbe zoper kriminalne zarote dokazane, vendar so vse mornarjev zaradi posebnih okoliščin primera razrešili brez zapora ali globe. V strahu, bo javno mnenje na strani stavkajočih, je White Star Line pustila, da se vrnejo na delo in 15. maja so se vsi mornarji vkrcali nazaj na Olympic. 

### Posledice po potopu Titanica
9. oktobra 1912 je družba White Star Line ladjo Olympic začasno umaknila iz čezatlantske službe, da bi nadomestila Titanicovo vlogo in dobila dodatne varnostne ukrepe. Ladja je odplula v Belfast, kjer so jo prenovili. Število reševalnih čolnov se je iz 20 povečalo na 40. V kotlovnici in v strojnici je bila na trupu nameščena dodatna pregrada, izboljšani pa so bili tudi neprepustni predelki, kar je ladji zagotovilo, da je prenesla poplavitev šestih predelkov. Povečali so restavracijo a La Carte in dodali so kavarno Parisien (dva dodatka, ki sta se na Titanicu izkazala za zelo priljubljeno). Promenada na palubi B, ki se je izkazala za nepriljubljeno, so jo spremenili v dodatne kabine prvega razreda tako, kot na Titanicu. S temi dodatki se je Olympicova tonaža povečala za 31 ton več, kot na Titanicu.
Ladja se je v čezatlantsko službo vrnila marca 1913, ponovno je bila največja ladja na svetu vse do junija 1913, ko jo je presegel SS Imperator. Junija 1914 je Olympic doživel močno nevihto s točo, ki je razbila nekaj oken in poškodovala nekatere potnike.

### Prva svetovna vojna
28. julija 1914 se je začela prva svetovna vojna. Olympic je medtem ostal v čezatlantski službi, vendar so bili za to sprejeti razni ukrepi. Ladjo so prebarvali v temno sivo barvo, zgornje odprtine so zaprli in luči na palubi čolnov izključili, da bi bila ladja manj vidna. Ladja je začasno prenehala pluti iz Southamptona in je sprva plula iz Liverpoola, pozneje pa iz Glasgowa. Do oktobra 1914 je Olympic opravil še nekaj poti iz Evrope v Ameriko in obratno. Na prvih nekaj urnih potovanjih je bilo veliko Američanov, ujetih v Evropi, ki so se želeli vrniti domov. Do sredine oktobra je rezervacija močno vpadla, saj je grožnja za nemške U-podmornice postala vse bolj resnejša, zato se je družba White Star Line odločila umakniti ladjo Olympic iz komercialne službe. 21. oktobra 1914 je Olympic izplul iz New Yorka proti Glasgow na svojo zadnjo potniško plovbo med vojno, s samo 153 potniki na krovu.

#### Nesreča Audiacie
Šesti dan plovbe, 27. oktobra je Olympic v bližini Lough Swilliya blizu severne Irske prejel klic v sili z vojne ladje HMS Audiacius, ki je zadela mino ob otoku Tory in jo je poplavila voda. Olympic se je odzval na klice in odplul proti kraju nesreče. Ko je prispel na kraj nesreče je iz vode potegnil 250 članov posadke. Nato je rušilec HMS Fury uspel pritrditi vlečno vrv med Audiacio in Olympicom in se nato odpravili proti zahodu v Lough Swilli. Vlečna vrv se je pretrgala potem, ko je odpovedal krmilni mehanizem od ladje Audacius. Pri drugem poskusu vleke bojne ladje se je vrv zapletla v propelerje HMS Liverpoola in se je skoraj raztrgala. Tudi tretji poskus ni bil uspešen, ker je vlečna vrv popustila. Ob 17:00 je bila Audacijina paluba štiri cela pod vodo zato je bilo dogovorjeno, da preostalo posadko evakuirajo na Olympic in HMS Liverpool. Ob 20:55 je prišlo na krovu Audacie do eksplozije, nato pa se je ladja potopila.
Poveljnik Admiralitete Sir John Jellicoe je bil obupan, ko je izvedel za novico o potopitvi Audacie, saj se je bal učinka, ki bi lahko uplival na britansko javnost, zato se je odločil, da ladjo Olympic in ladjo HMS Liverpool zadržijo v priporu v Lough Swilly. Nihče se z ladje ni smel izkrcati, edini, ki so se lahko izkrcali so bili preživeli člani posadke z Audiacie, ki so bili premeščeni na RMS Celtic. Vodja pripora Charles M. Schwab je poveljniku Johnu sporočil, da je moral v London k Admiraliteti na sestanek, Jelicoe pa je obljubil, da bo izpustil obe ladji, če bo ostal tiho in ne bo govoril o nesreči Audiacie. 2. novembra je Olympic končno smel odpluti v Belfast, kjer so se potniki izkrcali.

#### Vojaška služba
Ko se je Olympic 3. novembra 1914 vrnil v Belfast, se je družba White Star Line odločila, da bo ladjo pustila v Belfastu dokler se vojna ne konča, toda maja 1915 jo je Admiraliteta želela uporabiti za vojaško ladjo. Ko je bil Olympic preurejen v vojaško ladjo, se je pod poveljstvom kapitana Hayesa 24. septembra 1915 odpravil na svojo prvo plovbo iz Liverpoola na grški otok Mudros kjer je prevzel bolne in ranjene vojake. 1. oktobra je ladja pri rtu Matapan rešila preživelo posadko s francoske ladje Provincia, ki jo je potopila nemška U-podmornica. Pozneje je ladja bila namenjena za prevoz vojaških enot in je bila opremljena s topovi. Olympic se je zaradi izkušene posadke izognil vsem raznim napadom na morju. Novembra 1915 je ladja pobegnila nemški U-podmornici, ki je hotela torpedirati ladjo. Januarja 1916 se je pravtako izognila napadu še ene nemške U-podmornice, ki je proti ladji izstrelila dva torpeda, oba torpeda pa sta ladjo zgrešila. Čez en mesec pa se je Olympic izognil bolgarskemu vojaškemu letalu, ki je letel nad ladjo in jo nameraval napasti. Ko se je število ranjenih vojakov v Dardanellah zmanjšalo, je bil Olympic premeščen v drugo vojaško službo.
Leta 1916 je bila ladja najeta, da bi britanske vojake odpeljala iz Združenega Kraljestva preko južnoafriške obale v Indijo, vendar je bilo ugotovjeno, da ladja ni primerna za to nalogo, ker so bili njeni kotli prilagojeni za čezatlantske poti in ne za tako dolge poti. Namesto tega je kandaska vlada najela ladjo za prevoz kanadskih vojakov iz Halifaxa v Evropo. V Halifaxu je bila zelo priljubljena, kot slikovni portret na platnu. Ko njena druga sestrska ladja HMHS Britannic novembra 1916 potonila, je bil Olympic na poti iz Halifaxa v Southampton, pri tem pa je ostal edina ladja razreda Olympic. Decembra 1916 so ladji spremenili videz, da bi bila težje opažena iz zraka. Pobarvali in potemnili so ji okna, da bi ji zagotovili večjo varnost. Potem, ko je leta 1917 ZDA napovedala vojno Nemčiji, je ladja v Evropo pripeljala na tisoče ameriških vojakov.

#### Napad na U-103
V zgodnjih urah 12. maja 1918 je med potjo iz ZDA v Francijo z ameriškimi vojaki na krovu, še vedno pod poveljstvom kapitana Hayesa, posadka na Olympicu, 500 m pred ladjo opazila nemško podmornico U-103. Olympicovi topničarji so odprli ogenj in ladja je naredila manever, da bi obšla podmornico. Podmornica U-103 se je v trenutku potopila 15 metrov globoko in bila usmerjena vzporedno z Olympicom. Takoj zatem je Olympic s propelerjem zadel stolp podmornice in z lopatico propelerja zarezal v njen trup. Posadka na podmornici U-103 je takoj raztrelila balastne tanke in zapustila potapljajočo se podmornico. Med napadom je na podmornici U-103 umrlo 9 ljudi. Olympic se ni ustavil, da bi pobral preživele, ampak je nadaljeval pot v Cherbourg. Medtem je USS Davis opazil signalno raketo, priplul do poškodovane podmornice, ki je pozneje potonila in iz vode pobral 31 preživelih. Olympic je priplul v Southampton z vsaj dvema poškodovanima ploščama trupa in premcem zvitim v eno stran, vendar brez razpok.
Kasneje so ugotovili, da se je podmornica U-103 v trenutku, ko so jo na Olympicu opazili, pripravljala na torpediranje ladje, vendar posadki podmornce ni uspelo poplaviti obeh bočnih torpednih cevi. Kapitan Hayes je zaradi zaslug v zvezi s tem dogodkom prejel visoko odlikovanje.  
Med vojno je Olympic prevažal več, kot 20.000 vojakov, dobil pa je vzdevek "Old Reilable" (Stari a zanesljiv).

### Povojna kariera
11. novembra  1918 se je končala prva svetovna vojna. Avgusta 1919 se je Olympic vrnil v Belfast, kjer so ga ponovno preuredili za opravljanje civilne službe. Njena notranjost je bila posodobljena in njeni kotli so bili preurejeni tako, da so za gorivo namesto premoga uporabljali nafto, saj so s tem skrajšali  čas povnitve z gorivom iz nekaj dni na nekaj ur; namestili so tudi bolj stabilen motor, ki je zagotavljal bolj stabilno vrtenje in omogočil zmanjševanje osebja v  strojnici od 350 na 60 ljudi. Med preureditvenimi deli, ki so potekale tudi v suhem boku so odkrili razpoko na trupu ladje pod vodno črto. Kasneje so zaključili, da je razpoko povzročil trk torpeda 4. septembra 1918, ki ni eksplodiral in ga je izstrelila nemška podmornica U-53, ko je bil Olympic v angleškem kanalu. 
Olympic se je v čezatlantsko službo vrnil 25. junija 1920. S svojo tonažo 46,439 ton si je zagotovil, da je ostal največja britanska ladja, čeprav je bila Cunardova RMS Aquitania malo daljša in širša. Družba White Star Line je po izgubi ladij Titanic in Britannic za nadomestilo dobila nemška parnika Majestic in Homeric. Leto 1921 je bilo Olympicovo rekordno leto, ko je prevažal 38,000 potnikov. V teh letih je bil zelo priljubljen na čezatlantski poti, zato je na ladji potovalo veliko slavnih potnikov, kot so Charlie Chaplin, Mary Pickford, Douglas Fairbanksm in princ Edward.
22. marca 1924 je bil Olympic vdeležen v še enem trčenju z ladjo, tokrat v New Yorku. Ko se je Olympic vrnil na svoj newyorški pomol št. 59, je s svojo krmo zadel manjšo potniško ladjo Fort St. George. Škoda na manjši ladji je bila velika, sprva se je zdelo, da Olympic ni utrpel nobene škode, a se je pozneje izkazalo, da je bilo njegovo smerno krmilo zlomljeno, zaradi česar je bilo potrebno zamenjati celo smerno krmilo in tudi vse tri propelerje.
Na prelomu iz 1927 na 1928 je bil Olympic preurejen za prevoz potnikov in turistov v tretjem razredu pa tudi v prvem in drugem razredu. Turistični tretji razred je bil poskus, da bi pritegnil popotnike, ki so želeli udobje brez spremljajoče visoke cene vozovnic. Za ta razred so bile zgrajene nove javne sobe, čeprav bi se turistične tretje kabine in drugi razred združili, da bi postali "turistični" bi to moralo trajati do konca leta 1931.
Konec leta 1928 je bil Olympic znova preurejen, z dodajanjem več kopalnic, v razširjeno jedilnico prvega razreda so namestili plesišče, na palubi B pa so postavili številne nove apartmaje z zasebnimi prostori. Več izboljšav naj bi sledilo v poznejši prenovi, vendar je bil leta 1929 najboljši povprečni seznam Olympicovih potnikov od leta 1925.
18. novembra 1929 je Olympic plul na zahod v ZDA in ko je priplul v bližino mesta, kjer je potonil Titanic, so na ladji začutili močno tresenje, ki je trajalo dve minuti. Pozneje so ugotovili, da je tresenje povzročil potres, ki so ga poimenovali Grand Banks Earthquake 1929.

### Zadnja leta
Ladijsko trgovino je močno prizadela velika gospodarska kriza. Do leta 1930 je bilo na čezatlantski poti, na splošno pribljižno milijon potnikov letno, toda do leta 1934 se je to zmanjšalo za več, kot polovico. Poleg  tega se je v začetku leta 1930 pojavila večja konkurenca v obliki nove generacije večjih, hitrejših in razkošnejših linijskih ladij, kot so nemški SS Bremen in SS Europa, italijanski SS Rex in francoski SS IIe de France in preostali potniki so se odločili za potovanje z večjimi, hitrejšimi in razkošnejšimi ladjami. Do leta 1930 je na Olympicu povprečno potovalo pribljižno 1,000 potnikov, kar pa je bilo več, kot polovica leta 1932.
Olympicovo konkurenčno ladjo Homeric so umaknili iz poti med Southamptonom in New Yorkom že konec leta 1932, tako, da sta na tej poti poleg ladje Olympic ostala le še ladja Majestic, ki se jima je v poletnih mesecih za okrepitev pridružila še ladja MV Georgic. Poleti sta Olympic in Majestic plula tudi na rekreativnih križarjenjih od New Yorka do pomola 12 v Novi Škotski.
Konec novembra leta 1932, ko je potniški promet upadal, je Olympic odplul za štiri mesece na ponovno prenovo. V službo se je ladja vrnila marca 1933, ko so jo lastniki opisali, kot »da je nova«. Njeni motorji so delovali v najboljši ravni in večkrat je ladja dosegla hitrost preko 23 vozlov, vendar je bila povprečna hitrost nižja, kot pri rednih čezatlantskih plovbah. Njene potniške kapicatete so bile, po zmanjšanju navala priseljencev, 618 v prvem razredu, 447 v drugem razredu in le 382 v tretjem razredu. Leseni deli velikega stopnišča prvega razreda, so bili prebarvani iz rjave v zeleno barvo.
Kljub temu pa je med letom 1933 in 1934 Olympic prvič plul z izgubo v poslovanju. V letih 1933 so zabeležili skupaj samo 9.000 potnikov. Število potnikov se je leta 1934 rahlo povečalo, vendar so številne plovbe še vedno prinašale izgubo.

### Trk s svetilniško ladjo
Leta 1934 je Olympic ponovno trčil v ladjo. Pristopi v New York so bili tega leta zaradi goste megle označeni s svetilniškimi ladjami. Za Olympic in za druge ladje je bilo znano, da plujejo zelo blizu svetilniških ladij. 15. maja 1934, sedaj pod poveljstvom kapitana John W. Binksa je Olympic več ur plul v gosti megli pred ameriško obalo. Malo pred enajsto dopoldne je njegov ladijski operater vspostavil stik z svetilnikiško ladjo Nantucket Lightship LV-117, ki je bila zasidrana nedaleč stran. Ker je bila vidljivost zelo slaba, je svetilniška ladja LV-117 vključila svoj glasen alarm, da bi opozorila Olympic. Ker posadka na Olympicu ni vedela natančnega položaja svetilniške ladje, je Olympic plul naprej, ko so bile nenadoma opažene dve močni luči malo pred ladjo. Posadka je zmanjšala hitrost ladje za 3 vozle, a kljub temu, da se je ladja začela počasi ustavljati se v trenutku ni uspela popolnoma ustaviti. Ob 11:06 je Olympic s svojim premcem z vso silo trčil v svetilniško ladjo. Svetilniška ladja LV-117 se je ob trku prelomila na dvoje in potonila v 30 sekundah. Štirje člani posadke so potonili skupaj z svetilniško ladjo. Olympic se je takoj ustavil in začel spuščati reševalne čolne, da bi pobral preživele. Do 12:29, ko se je megla dovolj dvignila in ko je postalo jasno, da ni več preživelih, se je Olympic vrnil nazaj v New York, da bi izkrcal preživele člane posadke svetilniške ladje. Med potjo v New York so na krovu v Olympicovi bolnišnici umrli še trije člani posadke svetilniške ladje, zaradi poškodb, ki so jih utrpeli pri nesreči. Tako je umrlo sedem od enajstih članov posadke. Po vrnitvi v New York je bil na Olympicu izveden intervju v pogovoru z kapitanom Binksom ter preživelimi člani posadke svetilniške ladje, vključno z kapitanom svetilniške ladje. En preživeli član posadke je povedal, da se je vse zgodilo tako hitro, da ni bilo časa za kaj narediti. Kapitan Binks je povedal, da mu je zelo žal zato kar se je zgodilo, vendar je dejal, da je Olympic hitro reagiral, saj je takoj začel spuščatii čolne in da je tudi njegova ladja utrpela poškodovan sprednji konec kobilice nad vodno črto. Ko je Olympic 17. maja smel zapustiti New York, je odplul v Anglijo in odšel v suhi dok v Southamptonu kjer so popravili škodo na trupu.

### Upokojitev in razrez
Leta 1934 se je družba White Star Line, na pobudo britanske vlade, združila z družbo Cunard Line in nastala je družba Cunard-White Star Line. Ta združitev je omogočila dodelitev sredstev za gradnjo novih ladij RMS Queen Mary in RMS Queen Elizabeth. Ko sta bili ti dve novi ladji zgrajeni, sta prevzeli linijske ekspresne storitve za družbo Cunard White Star; tako je vloga starejših ladij postala odvečna in so jih postopoma upokojili. S tem je družba Cunard-White Star januarja 1935 dokončno napovedala, da bo ladjo Olympic spomladi umaknila iz službe.
Olympic je bil tako umaknjen iz čezatlantske službe in je 5. aprila 1935 zadnjič izplul iz New Yorka ter odplul v Southampton, kjer so ga ob prihodu 12. aprila 1935 privezali v pristanišču. Njegova nova družba je kratek čas razmišljala, da bi ladjo lahko uporabili za poletna križarjenja okrog britanskega otočja, vendar so to idejo kmalu opustili, ko so opazili, da je ladja postala prestara, saj so na njenem trupu opazili več manjših razpok, ki jih v Belfastu niso mogli več popraviti. Kot rezultat tega je družba ladjo dala na prodaj. Med potencialnimi kupci je bila skupina, ki je predlagala, da ladjo spremeni v plavajoči hotel ob južni obali Francije, vendar se to ni uresničilo. Potem, ko je bila pet mesecev na prodaji s svojim glavnim tekmecem RMS Mauretanio, je bila 20. avgusta 1935 povabljena skupina različnih britanskih poslovnežev, da bi si ogledali ladjo. Mednjimi je bil tudi poslanec britanskega parlamenta John Jarvis, ki je imel v lasti več podjetje za razstavljanje ladij. Odločil se je kupiti ladjo in septembra je kupil ladjo Olympic za 90.500 funtov. Jarvis je naredil načrt, da bi ladjo delno razstavili v Jarrowu, da bi tako zagotovil delo nezaposlenim delavcem, ki so bili v gospodarski krizi. 11. oktobra 1935 popoldne je Olympic pod poveljstvom kapitana Petra Vaughnna zadnjič izplul iz Southamptona ter odplul v Jarrow, kamor je priplul 13. oktobra zjutraj. V pristanišču ga je pričakala velika množica ljudi. Olympic je svoj zadnji javni pregled opravil 26. oktobra, z 100.000 obiskovalci. Po obisku je bila vsa notranja ladijska strojna in hišna oprema odstranjena in prodana do 18. novembra, razrez pa se je začel kmalu po novem letu 1936. Do konca januarja 1936 so bili ladijski jamborji, dimniki, dvigala za reševalne čolne in večina kabin na glavni palubi, porušeni in razrezani. Do konca oktobra 1936 je bila cela ladijska nadgradnja razrezana in porušena. Do začetka septembra 1937 je bil ves ladijski trup do vodne črte porušen in razrezan, preostanek Olympicovega trupa pod vodno črto pa je bil 19. septembra 1937 s petimi vlačilci odvlečen v ladjedelnico v Inverkeithingu na dokončanje razreza. Razrez je bil dokončan 10. oktobra 1937. V času razreza je njen glavni inženir dejal, da je ladja izgubila svojo nekdanjo unčikovitost, toda motorji so ostali tako dobri, kot so nekdaj bili.
Do upokojitve je Olympic preplul 257 poti čez Atlantik, prevažal je 430 000 potnikov na svojih komercialnih potovanjih, ki so potovala 1,8 milijona milj.